# Hymenostegia afzelii
Hymenostegia afzelii là một loài thực vật có hoa trong họ Đậu. Loài này được (Oliv.) Harms miêu tả khoa học đầu tiên.